# 로맨싱 사가 3
《로맨싱 사가 3》는 스퀘어 (현 스퀘어 에닉스)가 제작한 1995년 롤플레잉 비디오 게임이다. 《사가》 시리즈의 여섯번째 작품으로, 슈퍼 패미컴으로 발매된 《로맨싱 사가》 삼부작 마지막 게임이다. 1995년 11월 11일 일본서만 출시됐다.
전작 《로맨싱 사가 2》과 달리 첫 번째 《로맨싱 사가》처럼 8인의 주인공 중 한 명을 택하는 시나리오 체제로 회귀했다. 일본서 디지털 플랫폼 버추얼 콘솔을 통해 2010년 9월 21일에 Wii로, 2014년 2월 26일에는 Wii U로 재출시됐다.
2017년 3월 28일 그래픽을 강화하고 추가 컨텐츠와 영어판 현지화가 포함된 리마스터판이 발표됐다. 공개 당시 플레이스테이션 비타, iOS 및 안드로이드로 출시 플랫폼을 정했으며 최종적으로는 플레이스테이션 4, 닌텐도 스위치, 엑스박스 원 및 마이크로소프트 윈도우로도 2019년 11월 11일에 출시됐다.

## 반응
《로맨싱 사가 3》 리마스터판은 리뷰 애그리게이터 웹사이트 메타크리틱에서 "평균적 및 복합적인 평가"를 받았다.

## 참조

### 주해
1. ↑  영어: Romancing SaGa 3, 일본어: ロマンシング サ・ガ3